# منتخب أنغولا لكرة اليد للشابات
منتخب أنغولا لكرة اليد للشابات هو ممثل أنغولا الرسمي في المنافسات الدولية في كرة اليد للشابات.